# شيخ أحمد عبد الله
شيخ أحمد عبد الله (بالإنجليزية: Sheikh Ahmed Abdullah)‏ هو سياسي نيجيري، ولد في 15 مارس 1948 في نيجيريا.